# AC/DC
AC/DC is een Australische hardrockband (soms geclassificeerd als heavy metal) uit Sydney, gevormd in 1973 door de gebroeders Angus en Malcolm Young. De groep is vernoemd naar de elektriciteit die wezenlijk is voor versterkte popmuziek: AC (alternating current, wisselstroom) en DC (direct current, gelijkstroom). Hoewel de band vaak wordt gezien als pionier van hardrock, classificeerden de leden zelf hun muziek altijd als rock-'n-roll.
De bezetting van AC/DC is meerdere malen veranderd voor het uitbrengen van hun eerste album, High Voltage, in 1975. Daarna bleef de bezetting enige tijd stabiel totdat de bassist Mark Evans vervangen werd door Cliff Williams in 1977. In 1979 nam de band hun zeer succesvolle album Highway to Hell op. De zanger Bon Scott overleed op 19 februari 1980 door een acute alcoholvergiftiging. De groep dacht erover na om te stoppen, maar snel werd Brian Johnson – die daarvoor de zanger van Geordie was – als vervanger geselecteerd. Later dat jaar werd het bestverkochte album van de band, Back in Black, uitgebracht.
Het volgende album, For Those About to Rock We Salute You, was ook uiterst succesvol en was het eerste album van AC/DC dat de nummer één-positie in de Verenigde Staten bereikte. In 1983 werd de drummer Phil Rudd vervangen door Simon Wright. Phil Rudd keerde in 1994 terug bij de band, nadat Chris Slade gevraagd werd om te vertrekken, om mee te werken aan het album Ballbreaker uit 1995. Vijf jaar later kwam het album Stiff Upper Lip uit en werd door critici overwegend positief beoordeeld. Rock or Bust kwam uit op 2 december 2014. Het laatst uitgebrachte album is Power Up. Het werd uitgebracht op 13 november 2020. Op 12 februari 2024 werd hier eindelijk een tour voor aangekondigd. Opvallend was dat deze enkel door Europa zou gaan. 
AC/DC heeft wereldwijd meer dan 200 miljoen albums verkocht, waarvan 71 miljoen albums in de Verenigde Staten. Back in Black is met 45 miljoen exemplaren het op een na meestverkochte album wereldwijd. AC/DC staat op de vierde plaats van de lijst "100 Greatest Artists of Hard Rock" van VH1, en op de zevende plaats van de lijst "Greatest Heavy Metal Band of All Time" van MTV. In 2004 bracht het muziektijdschrift Rolling Stone de lijst van "The 100 Greatest Artists of All Time" uit met AC/DC op de 72e plaats.

## Geschiedenis

### Beginperiode
AC/DC werd in 1973 in Sydney geformeerd door Malcolm Young. Afkomstig uit een Schotse muzikale emigrantenfamilie, had hij na zijn middelbareschooltijd in enkele bandjes gespeeld met weinig succes. Hij wilde een nieuwe rockband beginnen. De eerste bezetting van de band bestond uit Larry Van Kriedt op bas, Colin Burgess op drums en zanger Dave Evans. Er werd geopperd om een toetsenist toe te voegen maar Young vond dat er een tweede gitarist nodig was. Zijn jongere broer Angus Young had ook al wat ervaring als gitarist in diverse groepen en dus kreeg hij de vraag om bij Malcolms band te komen spelen. De naam "AC/DC", -wat staat voor "alternating current/direct current"- (wisselstroom respectievelijk gelijkstroom), werd bedacht door de zus van Angus en Malcolm, Margaret, die het gelezen had op een elektrisch toestel (volgens de ene bron was het haar stofzuiger, volgens een andere haar naaimachine). 
Het eerste concert werd gegeven op 31 december 1973 in de Chequers Club in Sydney. De groep speelde veel covers maar ook eigen nummers, waaronder Can I Sit Next to You Girl en Rockin' in the Parlour. Deze nummers werden in februari 1974 in de studio op plaat gezet. Op het moment van die opname waren Burgess en Van Kriedt al vervangen door bassist Neil Smith en drummer Noel Taylor. Toen de single met die twee nummers in juli 1974 uitkwam, trad de groep op tv in de Last Picture Show op. In dat tv-optreden waren Rob Bailey op bas en Peter Clack op drums te zien, die dus niet bij de opname van de single betrokken waren geweest. De band wisselde in die periode zo vaak van bezetting dat Malcolm noodgedwongen soms bas speelde en de band diverse muzikanten de revue zag passeren. Evans werd door de broers Young te 'glam' gevonden en hij werd dan ook ontslagen. De toenmalige manager van de band, Dennis Laughlin (voormalig zanger van Sherbet), viel toen enkele keren in als zanger.
Het producersduo Harry Vanda/George Young (de oudere broer van Malcolm en Angus), dat in de jaren 60 succes gekend had als leden van The Easybeats, produceerde vanaf het begin de albums van de band.
Voor de band werkte een chauffeur: Bon Scott, die inmiddels wist dat de band een nieuwe zanger zocht. Na een auditie werd hij aangenomen. Hoewel hij bijna tien jaar ouder was dan de rest van de bandleden pasten zijn uitstraling en zang goed bij de groep. Scott had ervaring opgedaan in bands als The Valentines en Fraternity en bleek naast een charismatisch zanger ook een goede tekstschrijver.
Het eerste album werd in het najaar van 1974 opgenomen, maar op dat moment bestond de band nog maar uit Scott en de gebroeders Young. Daarom werd sessiedrummer Tony Currenti ingehuurd en verzorgde George Young het baswerk op het debuutalbum High Voltage. Pas begin 1975 had de band een vaste bezetting. Met Phil Rudd op drums en Mark Evans op bas werden de zalen in Australië plat gespeeld en dankzij Angus' maniakale podiumact (gestoken in kostschooluniform, headbangend, over de grond rollend en zelfs op de nek van Bon het publiek doorkruisend) kregen ze een enorme aanhang en geduchte reputatie. In sommige steden in Australië werd de band geweerd en tijdens optredens braken soms gevechten uit.
De eerste albums werden vaak in recordtempo opgenomen, soms in minder dan twee weken en tussen optredens door. Het was in die begintijd heel gebruikelijk twee tot drie keer per dag op te treden.

### Internationaal
Omdat Australië inmiddels aan hun voeten lag toerde de band in 1976 onder andere door Groot-Brittannië en het vasteland van Europa.
In 1977 werd het album Let There Be Rock opgenomen, dat net als High Voltage eerst in Australië werd uitgebracht. Deze plaat is duidelijk harder en rauwer dan hun eerste albums; voor het eerst werd namelijk getracht het livegeluid van de groep op vinyl vast te leggen. Het gerucht gaat dat tijdens het opnemen van het titelnummer Angus' versterker in brand vloog en hij gewoon verder speelde.
In 1977 werd behalve in Europa ook in de VS getoerd. Ondertussen was bassist Evans na een meningsverschil met Angus ontslagen en vervangen door Cliff Williams. In de Verenigde Staten deed AC/DC als voorprogramma van o.a. KISS ervaring op met het Amerikaanse publiek. Angus gebruikte tijdens die tournee voor het eerst een snoerloze gitaar. Het signaal van zijn gitaar werd dan via een zender van zijn Gibson SG doorgestuurd naar een gitaarversterker. Angus had deze uitvinding nodig om zijn podiumact zonder gevaar uit te voeren. Hij was al eens verstrikt geraakt in het snoer en was ook al een keer onder spanning komen te staan. Door het draadloze systeem kreeg hij veel meer bewegingsruimte want het bereik van de zender bedroeg meer dan 100 meter.

### Doorbraak
Williams' baswerk was voor het eerst te horen op hun album Powerage, dat in het voorjaar van 1978 uitkwam. Dit feit wordt overigens betwist omdat Williams ten tijde van de opnamen problemen had met het verkrijgen van een visum voor Australië en er zijn sterke geruchten dat George Young het grootste deel van het baswerk voor het album heeft ingespeeld. Hoewel hits tot dan toe nog niet op hun palmares stonden werd in zomer 1978 hun eerste grote hit Whole Lotta Rosie (afkomstig van het album Let There Be Rock uit 1977) een feit. Het nummer is in de loop van de tijd uitgegroeid tot een klassieker en nog altijd staat het elk jaar hoog in de top 2000. Kort erop werd het nummer "Rock 'n' Roll Damnation"' ook een (kleinere) hit.
Na het constante toeren en albums maken werd er een livealbum uitgebracht. Een concert dat in april 1978 in Glasgow werd gegeven werd gereleased als het album, If You Want Blood You've Got It. De plaat biedt een overzicht van vroege klassiekers als Whole Lotta Rosie, Let There Be Rock en High Voltage.
AC/DC kreeg begin 1979 van hun platenmaatschappij de opdracht met een nieuwe producer te gaan werken om een doorbraak in de VS te bewerkstelligen. Dit was zeer tegen de zin van de band. De band vertrok desondanks naar Miami om met de befaamde producer Eddie Kramer een nieuwe plaat te maken. De samenwerking met Kramer verliep echter zeer moeizaam. Men besloot in Londen onder leiding van Robert John "Mutt" Lange (die tot dan toe geen ervaring met rockbands had) opnieuw te beginnen. Met Lange werd een compleet nieuwe sound gecreëerd om de Amerikaanse markt open te breken. De achtergrondzang kreeg meer aandacht en de gitaren klonken aanmerkelijk zwaarder.
Highway to Hell werd in de zomer van 1979 uitgebracht en dit album zorgde in de VS voor een rel doordat Angus op de hoes duivelshoorns droeg. Het titelnummer van de plaat werd een hit en is tot op de dag van vandaag een klassieker in de setlist van de band. De groep toerde in de zomer en het najaar van 1979 opnieuw in de VS en het succes was enorm. Ze speelden in diverse grote stadions, onder andere in Cleveland.
Op 13 juli 1979 kwam de band naar Nederland voor een optreden in de Rijnhal te Arnhem, speciaal voor Veronica's Countdown. Het voorprogramma werd verzorgd door Normaal. Angus Young leerde rond deze tijd zijn vrouw Ellen kennen, een ex-vriendin van Bennie Jolink. Zij trouwden in februari 1980.

### Bezettingswisselingen
Na een kroegentocht met overmatig drankgebruik overleed Bon Scott op 19 februari 1980 in de auto van een vriend met wie hij die avond was gaan stappen. Hij bleek te zijn gestikt in zijn eigen braaksel. Hij werd slechts 33 jaar. In het boek Bon - The Lost Highway- wordt door onderzoeksjournalist Jesse Fink echter gesteld dat de doodsoorzaak een overdosis heroïne was. Fink baseert zich daarbij op interviews die hij hield met een groot aantal vrienden en kennissen van Scott, die in die periode tot zijn intimi behoorden.
Na het overlijden van Bon Scott trok de band zich enige tijd terug om zich te bezinnen op de toekomst. Scotts ouders adviseerden de bandleden door te gaan. Er werden verschillende namen genoemd die Scotts plaats in zouden nemen, waaronder Noddy Holder (Slade), Allan Fryer (Fat Lip) en Terry Schlesser. Uiteindelijk nam de groep in april van dat jaar Brian Johnson als zanger aan nadat hij bij de auditie zowel Whole Lotta Rosie als Ike & Tina Turners Nutbush City Limits ten gehore had gebracht. Johnson had met de band Geordie al de nodige podiumervaring opgedaan maar na tanend succes was die band eind jaren 70 ter ziele gegaan. Met hem namen ze het album Back in Black op dat in juli 1980 verscheen. De titel verwees postuum naar Scott. Het album zou het bestverkochte album van de band worden: alleen al in de Verenigde Staten werden er 21 miljoen stuks van verkocht, en wereldwijd meer dan 42 miljoen stuks, wat dit tot het op twee na bestverkochte album aller tijden maakte. In 2013 is dit gestegen tot meer dan 49 miljoen exemplaren en daarmee tot het best verkochte album aller tijden. Het daaropvolgende album For Those About to Rock We Salute You (1981) introduceerde de inmiddels beroemde en beruchte kanonnen die op het titelnummer saluutschoten afvuren. In het begin van de jaren 80 kon je met name in Duitsland geen muziekblad openslaan of AC/DC stond er wel in.
In de jaren 1980 wisselde de band diverse keren van bezetting. Zo werd drummer Rudd in 1983 na een vechtpartij met Malcolm Young vervangen door Simon Wright. Op zijn beurt maakte Wright in 1989 plaats voor Chris Slade. Wright vertrok naar de band Dio.
Toch bleef AC/DC onverminderd populair. Het succes bracht de band ertoe twee albums zelf te produceren: Flick of the Switch en Fly on the Wall. De verkoop van deze albums viel erg tegen, reden waarom ter compensatie het minialbum '74 Jailbreak met oud materiaal werd uitgebracht. Daarna werkte de groep opnieuw samen met het duo Vanda & Young voor het album Blow Up Your Video. Hoewel Malcolm Young wel meespeelde op dit album werd hij voor het Amerikaanse deel van de gelijknamige tournee tijdelijk vervangen door Stevie Young om van een alcoholverslaving af te komen. Echt grote hits scoorde de band niet meer en de humor is uit de teksten verdwenen tot in 1990 het album The Razor's Edge werd uitgebracht, dit keer geproduceerd door Bruce Fairbairn. Het nummer Thunderstruck zorgde na bijna 11 jaar weer voor succes in de hitlijsten. Het succes van deze plaat bracht de platenmaatschappij ertoe in 1992 een dubbel live cd uit te brengen.
In 1993 verzorgde de band een bijdrage aan de geflopte film Last Action Hero van Arnold Schwarzenegger. In de clip van het nummer Big Gun is Schwarzenegger dan ook te zien als een uit de kluiten gewassen Angus.
Rond die tijd besloot de groep hun voormalig drummer Phil Rudd te vragen terug te keren. Als reden hiervoor werd gezegd dat na Rudds vertrek in 1983 er een wezenlijk gemis in het geluid en de 'feel' van de band zat.
In 1995 produceerde de Rick Rubin het album Ballbreaker.
Na Ballbreaker verscheen in 1997 een verzamelbox met de titel Bonfire. Daarin zaten enkele bijzondere items. Zo werd een promotiealbum (dat de band in 1977 live had gemaakt) en dat tot dan toe alleen als bootleg verkrijgbaar was geweest, officieel uitgebracht. Verder bevatte de box een cd met niet eerder gebruikt materiaal en demo's en ten slotte werd de soundtrack van de concertfilm Let There Be Rock uit 1980 ook een definitief dubbel livealbum. Daarna duurde het tot 2000 voor er een nieuw studioalbum uitkwam, getiteld Stiff Upper Lip. In 2003 werd de groep opgenomen in de Rock and Roll Hall of Fame. In hetzelfde jaar trad de groep enkele keren op in Duitsland in een double billing met The Rolling Stones.
Op 16 oktober 2007 kwam de dvd-box Plug Me In uit, een verzameling die een overzicht biedt van de hele carrière met allemaal live beeldmateriaal.
Op 20 oktober 2008 verschijnt Black Ice. De eerste single, Rock 'N Roll Train, was al langer te beluisteren op www.acdc.com. AC/DC heeft tijdens de wereldtournee, de Black Ice World Tour, ook in Nederland gespeeld: in Ahoy Rotterdam op 13 maart 2009 en vervolgens op 23 juni van datzelfde jaar in de Amsterdam Arena. Ook in België traden ze op. Oorspronkelijk zouden ze 1 en 3 maart optreden in het sportpaleis van Antwerpen. Door ziekte van Brian Johnson werd het tweede optreden op dinsdag 3 maart echter afgelast.
Op 12 februari 2024 werd eindelijk een tour voor het in 2020 verschenen album 'Power Up' aangekondigd. Alleen Angus en Brian waren van de 'originele' groep nog over gedurende de tour. Nadat eerder de overleden Malcolm Young al was opgevolgd door neef Stevie, werden nu ook drummer Phill Rudd en Bassist Cliff Williams vervangen door respectievelijk Matt Laug en Chris Chaney gedurende de tour.

### Heden

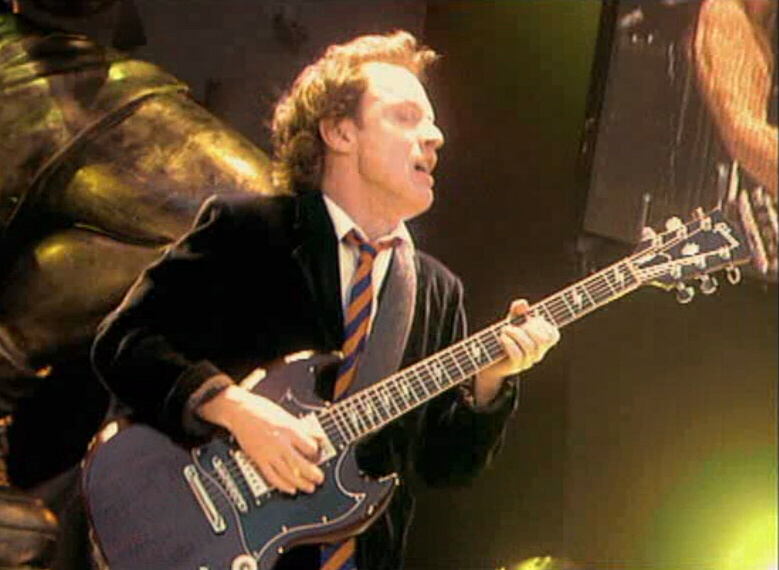
Angus Young, de leadgitarist (2001)

Van oktober 2008 tot juni 2010 toerde AC/DC in het kader van de Black Ice World Tour, met concerten in stadions in Europa, Noord- en Zuid-Amerika, Australië, Japan en Nieuw-Zeeland.
In 2011 kwamen twee dvd's uit met liveoptredens. Live at River Plate bevat een concert uit 2009 en op Let There Be Rock staat de concertfilm die in 1980 ook in de bioscoop draaide. Die dvd bevat naast het concert van 9 december 1979 in het Pavillion de Paris ook de interviews met de bandleden en beelden achter de schermen.
In 2014 was de groep opnieuw in het nieuws. Naast de aankondiging van een nieuw album werd ook bekendgemaakt dat Malcolm Young AC/DC had verlaten wegens ziekte (dementie). Zijn plek werd ingenomen door neef Stevie Young, die in 1988 al een tijd zijn oom had vervangen. Verder werd drummer Phil Rudd gearresteerd op verdenking van het beramen van een moordaanslag en het bezit van verdovende middelen. Hoewel de eerste verdenking werd ingetrokken, bleef het tweede punt van de tenlastelegging overeind en dus stond zijn positie binnen de groep op de tocht. In april 2015 bekende hij voor de rechtbank schuld aan beide oorspronkelijk ten laste gelegde feiten en in juli werd hij veroordeeld tot 8 maanden huisarrest. Het nieuwe album Rock or Bust kwam uit op 2 december 2014.
Op 8 februari 2015 opende AC/DC de Grammy Awards. Ze verschenen hierbij met hun nieuwe/vervangende drummer Chris Slade, die de positie van Phil Rudd overnam voor de komende wereldtournee.
In juli 2015 plaatste AC/DC al hun albums op iTunes en Spotify, om gratis te beluisteren.
Op 7 maart 2016 werd bekend dat Brian Johnson leed aan ernstige gehoorschade. De aankomende tien concerten in Noord- Amerika werden om die reden uitgesteld. Op 17 april werd bekendgemaakt dat tijdens de Europese tournee van AC/DC zanger Brian Johnson zou worden vervangen door Guns N'Roses zanger Axl Rose, die ook voor de uitgestelde concerten in Amerika werd aangetrokken. Op de officiële Facebookpagina van AC/DC werd Brian Johnson bedankt voor zijn bijdrages en toewijding aan de band in de afgelopen jaren. In een verklaring enkele dagen later gaf Johnson zelf aan dat hij niet uit de band was, maar voorlopig niet meer kon toeren. Het maken van een nieuw album sloot hij daarbij niet uit.
In augustus 2016 gaf bassist Cliff Williams aan na de Rock or Bust-tour te willen stoppen. Williams gaf aan meer tijd voor zichzelf te willen hebben, en vond de samenstelling van de band ook dermate veranderd dat hij van mening was dat het moment om te stoppen daar was. De tour kwam in september ten einde. Dit betekende het voorlopige einde van de carrière van Williams in de band. Hij bedankte zijn fans in een videoboodschap. Ook was dit het einde voor Axl Rose die de plek van Brian Johnson innam vanaf april. Over de toekomst van de band was na de tour nog ontzettend veel onduidelijk. Angus Young gaf zelf eerder aan nog niet zeker te zijn over pensioen.
Op 18 november 2017 overleed Malcolm Young op 64-jarige leeftijd. Zijn dood kwam enkele weken na het overlijden van zijn broer George (70).
AC/DC liet woensdag 7 oktober 2020 via Twitter weten dat de band een nieuw album zou gaan uitbrengen, voorafgegaan door de single Shot in the Dark.
Het nieuwe album Power Up verscheen vervolgens op 13 november.
Eind september bevestigde AC/DC de terugkeer van oud-bandleden Brian Johnson, Phil Rudd en Cliff Williams. Op 12 februari 2024 werd hier eindelijk een tour voor aangekondigd. Opvallend was dat deze enkel door Europa zou gaan. Alleen Angus en Brian waren van de 'originele' groep nog over gedurende de tour. Nadat eerder de overleden Malcolm Young al was opgevolgd door neef Stevie, werden nu ook drummer Phill Rudd en Bassist Cliff Williams vervangen door respectievelijk Matt Laug en Chris Chaney, die alleen meespelen op tournee, Phil doet niet mee vanwege ziekte van zijn partner, en Cliff vanwege zijn gezondheid en pensioen.

## Bandleden

### Huidige leden
- Angus Young – leadgitaar (1973–heden)
- Phil Rudd – drums (1975–1983, 1994–2015, 2018-heden; inactief op tournees sinds 2023)
- Cliff Williams – basgitaar, achtergrondzang (1977–2016, 2018–heden; inactief op tournees sinds 2024)
- Brian Johnson – zang (1980–2016, 2018–heden)
- Stevie Young – slaggitaar, achtergrondzang (2014–heden)

### Huidige tourleden
- Matt Laug – drums (2023–heden)
- Chris Chaney – basgitaar (2024–heden)

### Voormalige leden
- Malcolm Young – slaggitaar, achtergrondzang (1973–2014; overleden in 2017)
- Larry Van Kriedt – basgitaar, achtergrondzang (1973–1974, 1975)
- Dave Evans – zang (1973–1974)
- Colin Burgess – drums (1973–1974; overleden in 2023)
- Neil Smith – basgitaar, achtergrondzang (1974; overleden in 2013)
- Ron Carpenter – drums (1974)
- Russell Coleman – drums (1974)
- Noel Taylor – drums (1974)
- Rob Bailey – basgitaar, achtergrondzang (1974–1975)
- Peter Clack – drums (1974–1975)
- Bon Scott – zang (1974–1980; overleden in 1980)
- Paul Matters – basgitaar, achtergrondzang (1975; overleden in 2020)
- Mark Evans – basgitaar, achtergrondzang (1975–1977)
- Simon Wright – drums (1983–1989)
- Chris Slade – drums (1989–1994, 2015–2018)
- Axl Rose – zang (2016–2018)

## Trivia
- Een optreden op de Australische televisie veroorzaakte een schandaal doordat Bon Scott opkwam in een jurk, een pruik met vlechten droeg, make-up op had en een sigaret rookte.
- In het nummer Jailbreak zit een stilte van enkele seconden waarna Bon Scott de regel "with the bullet in his back" (op 3:22) zingt. In die stilte is hoorbaar dat Scott een slok drank neemt. Na het inzingen kwam hij niet uit de (afgescheiden) zangruimte. Toen de bandleden gingen kijken waar hij bleef lag Scott dronken op de grond.
- Aan het eind van het nummer Night Prowler op het album Highway to Hell zegt Bon Scott "shazbot, nanu nanu". Die woorden zijn bekend uit de Amerikaanse sitcom Mork & Mindy en ze zijn te horen na een lange intense schreeuw. Klaarblijkelijk blies Scott zo stoom af en verwachtte hij niet dat het uiteindelijk op de plaat zou belanden. Daarna is zelfs nog het aanslaan van een gitaarsnaar te horen.
- Op 12 november 1979 vond het laatste AC/DC concert met Bon Scott in Nederland plaats (Jaap Edenhal, Amsterdam).
- Bon Scotts laatste concert met AC/DC vond plaats op 27 januari 1980 (Gaumont, Southampton, UK) met als support act Diamond Head. Het laatste publieke optreden vond plaats op de Spaanse tv op 9 februari 1980, 10 dagen voor zijn overlijden.
- Het eerste optreden met Brian Johnson was op 29 juni 1980 (Namen, België).
- AC/DC werd in de jaren 80 ongewild in verband gebracht met de Amerikaanse seriemoordenaar Richard Ramirez (alias de Night Stalker), die na een van zijn moorden een AC/DC-pet op de plaats-delict achterliet en het nummer Night Prowler tot zijn favoriete nummers rekende.
- Angus Young werd genoteerd in de Quote 500. Weliswaar is dit een lijst van rijkste Nederlanders, maar Young heeft een huis in Nederland.
- De nummers Who Made Who, D.T. en Chase the Ace werden speciaal geschreven voor de film Maximum Overdrive uit 1986.
- In 1977 werd in Kontich een optreden van de groep door de politie stilgelegd omdat de zaakeigenaar geen vergunning had.[11] Over het incident van die avond werd later door de band het nummer Bedlam in Belgium geschreven, dat op het album Flick of the Switch staat.

## Discografie

### Albums
| Album met eventuele hitnotering(en) in de Nederlandse Album Top 100 | Datum van verschijnen | Datum van binnenkomst | Hoogste positie | Aantal weken | Opmerkingen |
| ------------------------------------------------------------------- | --------------------- | --------------------- | --------------- | ------------ | ----------- |
| High Voltage                                                        | 17-02-1975            | -                     | -               | -            |             |
| T.N.T.                                                              | 01-12-1975            | -                     | -               | -            |             |
| Dirty Deeds Done Dirt Cheap                                         | 20-09-1976            | -                     | -               | -            |             |
| Let There Be Rock                                                   | 21-03-1977            | 29-07-1978            | 10              | 10           |             |
| Powerage                                                            | 25-05-1978            | 24-06-1978            | 15              | 14           |             |
| If You Want Blood You've Got It                                     | 1978                  | 28-10-1978            | 15              | 10           | Livealbum   |
| Highway to Hell                                                     | 27-07-1979            | 18-08-1979            | 14              | 7            |             |
| Back in Black                                                       | 25-07-1980            | 23-08-1980            | 27              | 6            |             |
| For Those About to Rock We Salute You                               | 23-11-1981            | 26-12-1981            | 22              | 8            |             |
| Flick of the Switch                                                 | 15-08-1983            | 03-09-1983            | 10              | 8            |             |
| '74 Jailbreak                                                       | 15-10-1984            | -                     | -               | -            | EP          |
| Fly on the Wall                                                     | 28-06-1985            | 27-07-1985            | 26              | 6            |             |
| Who Made Who                                                        | 24-05-1986            | 14-06-1986            | 47              | 4            | Soundtrack  |
| Blow Up Your Video                                                  | 29-01-1988            | 13-02-1988            | 26              | 10           |             |
| The Razor's Edge                                                    | 24-09-1990            | 13-10-1990            | 19              | 25           |             |
| Live                                                                | 27-10-1992            | 07-11-1992            | 26              | 8            | Livealbum   |
| Ballbreaker                                                         | 26-09-1995            | 07-10-1995            | 28              | 7            |             |
| Stiff Upper Lip                                                     | 28-02-2000            | 04-03-2000            | 36              | 7            |             |
| Black Ice                                                           | 17-10-2008            | 25-10-2008            | 3               | 46           | Platina     |
| Iron Man 2                                                          | 16-04-2010            | 24-04-2010            | 5               | 18           | Soundtrack  |
| Live at River Plate                                                 | 16-11-2012            | 24-11-2012            | 30              | 8            | Livealbum   |
| Rock or Bust                                                        | 28-11-2014            | 06-12-2014            | 4               | 24           |             |
| Power Up                                                            | 13-11-2020            | -                     | -               | -            |             |

| Album met hitnotering(en) in de Vlaamse Ultratop 200 albums | Datum van verschijnen | Datum van binnenkomst | Hoogste positie | Aantal weken | Opmerkingen |
| ----------------------------------------------------------- | --------------------- | --------------------- | --------------- | ------------ | ----------- |
| Ballbreaker                                                 | 1995                  | 07-10-1995            | 11              | 6            |             |
| Stiff Upper Lip                                             | 2000                  | 11-03-2000            | 17              | 6            |             |
| Black Ice                                                   | 2008                  | 25-10-2008            | 1(6wk)          | 47           | 2× platina  |
| Backtracks                                                  | 2009                  | 21-11-2009            | 55              | 9            |             |
| Iron Man 2                                                  | 2010                  | 24-04-2010            | 1(2wk)          | 33           | Soundtrack  |
| Live at River Plate                                         | 2012                  | 24-11-2012            | 11              | 35           |             |
| The Complete Collection                                     | 2012                  | 01-12-2012            | 146             | 1            |             |
| Rock or Bust                                                | 2014                  | 06-12-2014            | 1(4wk)          | 68           | Goud        |
| Power Up                                                    | 2020                  | -                     | -               | -            |             |

### Singles
| Single met eventuele hitnotering(en) in de Nederlandse Top 40 | Datum van verschijnen | Datum van binnenkomst | Hoogste positie | Aantal weken | Opmerkingen                 |
| ------------------------------------------------------------- | --------------------- | --------------------- | --------------- | ------------ | --------------------------- |
| Whole Lotta Rosie                                             | 1977                  | 17-06-1978            | 3               | 13           | Nr. 5 in de Single Top 100  |
| Rock 'n' Roll Damnation                                       | 1978                  | 30-09-1978            | 26              | 6            | Nr. 18 in de Single Top 100 |
| Highway to Hell                                               | 1979                  | 18-08-1979            | 27              | 4            | Nr. 17 in de Single Top 100 |
| Beating Around the Bush                                       | 1980                  | -                     | -               | -            | Tip 30 (2wk)                |
| Let's Get It Up                                               | 1982                  | -                     | -               | -            | Tip 30 (2wk)                |
| Guns For Hire                                                 | 1983                  | -                     | -               | -            | Tip 30 (1wk)                |
| Danger                                                        | 1985                  | -                     | -               | -            | Tip 30 (1wk)                |
| Heatseeker                                                    | 1988                  | -                     | -               | -            | Nr. 82 in de Single Top 100 |
| Thunderstruck                                                 | 1990                  | 27-10-1990            | 6               | 10           | Nr. 3 in de Single Top 100  |
| Moneytalks                                                    | 1990                  | 09-02-1991            | 28              | 3            | Nr. 24 in de Single Top 100 |
| Highway to Hell (live)                                        | 1992                  | -                     | tip16           | -            | Nr. 69 in de Single Top 100 |
| Big Gun                                                       | 1993                  | 14-08-1993            | 19              | 6            | Nr. 18 in de Single Top 100 |
| Hard as a Rock                                                | 1995                  | -                     | tip16           | -            |                             |
| Rock 'n' Roll Train                                           | 2008                  | -                     | -               | -            | Nr. 31 in de Mega Top 50    |
| Shot in the Dark                                              | 2020                  | 14-11-2020            | tip20           | 2            |                             |

| Single met hitnotering(en) in de Vlaamse Ultratop 50 | Datum van verschijnen | Datum van binnenkomst | Hoogste positie | Aantal weken | Opmerkingen |
| ---------------------------------------------------- | --------------------- | --------------------- | --------------- | ------------ | ----------- |
| Whole Lotta Rosie                                    | 1977                  | 15-07-1978            | 12              | 9            |             |
| Rock 'n' Roll Damnation                              | 1978                  | 21-10-1978            | 21              | 3            |             |
| Highway to Hell                                      | 1979                  | 01-09-1979            | 14              | 5            |             |
| Thunderstruck                                        | 1990                  | 10-11-1990            | 4               | 16           |             |
| Moneytalks                                           | 1990                  | 09-02-1991            | 26              | 4            |             |
| Big Gun                                              | 1993                  | 11-09-1993            | 35              | 5            |             |
| Play Ball                                            | 2014                  | 18-10-2014            | 45              | 1            |             |
| Rock or Bust                                         | 2014                  | 29-11-2014            | tip18           | -            |             |
| Rock the Blues Away                                  | 2015                  | 11-04-2015            | tip25           | -            |             |
| Shot in the Dark                                     | 2020                  | 17-10-2020            | tip23           | -            |             |
| Realize                                              | 2020                  | 21-11-2020            | tip             | -            |             |

### Dvd's
| Dvd's met hitnoteringen in de DVD Top 30 | Datum van verschijnen | Datum van binnenkomst | Hoogste positie | Aantal weken | Opmerkingen |
| ---------------------------------------- | --------------------- | --------------------- | --------------- | ------------ | ----------- |
| Family Jewels                            | 2005                  | 16-04-2005            | 10              | 10           |             |
| Plug Me In                               | 2007                  | 03-11-2007            | 6               | 9            |             |
| No Bull - The Director's Cut             | 2008                  | 13-09-2008            | 5               | 15           |             |
| Live at River Plate                      | 2011                  | 14-05-2011            | 2               | 71           |             |
| Let There Be Rock - Live in Paris        | 2011                  | 30-07-2011            | 8               | 8            |             |

| Dvd's met hitnoteringen in de Vlaamse Ultratop muziek-dvd top 10/20 | Datum van verschijnen | Datum van binnenkomst | Hoogste positie | Aantal weken | Opmerkingen |
| ------------------------------------------------------------------- | --------------------- | --------------------- | --------------- | ------------ | ----------- |
| Live at Donington                                                   | 2004                  | 17-04-2004            | 4               | 5            |             |
| No Bull - The Director's Cut                                        | 2004                  | 06-11-2004            | 1(1wk)          | 25           |             |
| Family Jewels                                                       | 2005                  | 02-04-2005            | 1(2wk)          | 16           |             |
| Plug Me In                                                          | 2007                  | 27-10-2007            | 1(1wk)          | 71           |             |
| Live at River Plate                                                 | 2011                  | 14-05-2011            | 1(6wk)          | 45           |             |
| Let There Be Rock - Live in Paris                                   | 2011                  | 06-08-2011            | 8               | 6            |             |

## Hitlijsten

### NPO Radio 2 Top 2000
| Nummers met noteringen in de NPO Radio 2 Top 2000             | '99 | '00 | '01 | '02 | '03 | '04 | '05 | '06 | '07 | '08 | '09  | '10 | '11 | '12 | '13 | '14 | '15  | '16 | '17 | '18  | '19 | '20 | '21 | '22  | '23  | '24  |
| ------------------------------------------------------------- | --- | --- | --- | --- | --- | --- | --- | --- | --- | --- | ---- | --- | --- | --- | --- | --- | ---- | --- | --- | ---- | --- | --- | --- | ---- | ---- | ---- |
| Back in Black                                                 | -   | -   | -   | -   | -   | -   | -   | -   | -   | -   | -    | -   | -   | -   | -   | -   | 1679 | 957 | 255 | 267  | 295 | 322 | 360 | 304  | 395  | 442  |
| Hells Bells                                                   | -   | -   | -   | -   | -   | -   | -   | -   | -   | -   | -    | -   | -   | -   | -   | -   | -    | -   | -   | -    | -   | -   | -   | -    | -    | 888  |
| Highway to Hell                                               | -   | -   | -   | -   | -   | -   | -   | -   | -   | -   | -    | -   | 128 | 114 | 121 | 66  | 91   | 65  | 43  | 59   | 66  | 78  | 88  | 74   | 84   | 100  |
| It's a Long Way to the Top (If You Wanna Wanna Rock 'N' Roll) | -   | -   | -   | -   | -   | -   | -   | -   | -   | -   | -    | -   | -   | -   | -   | -   | -    | -   | -   | -    | -   | -   | -   | 1917 | 1734 | 1850 |
| Let There Be Rock                                             | -   | -   | -   | -   | -   | -   | -   | -   | -   | -   | -    | -   | -   | -   | -   | -   | -    | -   | -   | 1402 | 623 | 661 | 719 | 684  | 709  | 802  |
| Thunderstruck                                                 | -   | -   | -   | -   | -   | -   | -   | -   | -   | -   | 1086 | 882 | 61  | 48  | 54  | 24  | 27   | 21  | 13  | 19   | 20  | 24  | 31  | 28   | 28   | 30   |
| Whole Lotta Rosie                                             | 53  | 29  | 15  | 13  | 19  | 17  | 21  | 33  | 12  | 18  | 17   | 28  | 34  | 45  | 64  | 43  | 53   | 73  | 59  | 73   | 81  | 91  | 107 | 100  | 112  | 118  |
| You Shook Me All Night Long                                   | -   | -   | -   | -   | -   | -   | -   | -   | -   | -   | -    | -   | -   | -   | -   | -   | -    | 499 | 375 | 375  | 381 | 450 | 517 | 460  | 557  | 530  |

1. ↑  Een '-' betekent dat het nummer niet was genoteerd en een vetgedrukt getal geeft de hoogste notering van een nummer aan.

### De Zwaarste Lijst
| Nummer            | '09* | '10* | '11* | '12* | '13 | '14 | '15 | '16 | '17 | '18 | '19 | '20 | '21 | '22 | '23 | '24 | '25 |
| ----------------- | ---- | ---- | ---- | ---- | --- | --- | --- | --- | --- | --- | --- | --- | --- | --- | --- | --- | --- |
| Back in Black     | 31   | 36   | 67   | 70   | 62  | 59  | -   | -   | -   | -   | 57  | -   | -   | -   | -   | -   | -   |
| Hells Bells       | 49   | 48   | -    | -    | -   | -   | -   | -   | -   | -   | -   | -   | -   | -   | -   | -   | -   |
| Highway to Hell   | 15   | 14   | 32   | 55   | 37  | 30  | 47  | -   | 43  | 39  | 37  | -   | -   | -   | -   | -   | -   |
| Thunderstruck     | 2    | 2    | 4    | 13   | 15  | 7   | 14  | 40  | 16  | 27  | 26  | 30  | 44  | 47  | 48  | 46  | 63  |
| Whole Lotta Rosie | 6    | 6    | 16   | 47   | 27  | 20  | 28  | -   | 66  | 63  | -   | 66  | 55  | 66  | 57  | 54  | -   |

- Tot 2012 had de Zwaarste Lijst 70 plaatsen. Dit werd vanaf 2013 verminderd tot 66. In 2021 en 2022 bevatte de lijst 666 plaatsen.